# マイケル・ブレッカー (アルバム)
『マイケル・ブレッカー』（Michael Brecker）は、アメリカ合衆国のジャズ・サクソフォーン奏者、マイケル・ブレッカーが1987年に発表したスタジオ・アルバム。

## 背景
ブレッカーは1982年、クラウス・オガーマンと連名のアルバム『シティスケイプ』を発表しているが、単独名義でのリーダー・アルバムは本作が初となる。ただし、ブレッカーは既にキャリアの長いミュージシャンで、ドリームス、ブレッカー・ブラザーズ、ステップス・アヘッドといったバンドでの活動に加え、スタジオ・ミュージシャンとしても多忙だったため、リーダー・デビュー前にして300枚以上のアルバムに参加してきた。ブレッカーは本作の音楽性について「ステップス・アヘッドは私のエレクトリック色の領域を担っていた。そして私は今回、より自由度の高い環境でアコースティック色の強い演奏をするという、自分にとってより重要な方向性に回帰すべき時だと感じた」とコメントしている。
オリジナルLPおよびカセットは6曲入りだが、同時期に発売されたCDには「マイ・ワン・アンド・オンリー・ラヴ」がボーナス・トラックとして追加された。

## 反響・評価
母国アメリカでは、『ビルボード』のジャズ・アルバム・チャートにおいて自身唯一の1位獲得を果たした。
本作は第30回グラミー賞において、最優秀ジャズ・インストゥルメンタル・パフォーマンス賞にノミネートされた。スコット・ヤナウはオールミュージックにおいて満点の5点を付け「全体的にはストレート・アヘッドな音楽性だが、決してありがちな内容ではなく、参加ミュージシャン達に挑戦を強いるトリッキーな楽曲が並び、ブレッカーは終始好調で、幅広い才能を見せている」と評している。

## トラック・リスト
| #  | タイトル                                                                               | 作詞 | 作曲・編曲 | 時間 |
| -- | -------------------------------------------------------------------------------------- | ---- | ---------- | ---- |
| 1. | 「シー・グラス - Sea Glass」(Michael Brecker)                                          |      |            | 5:51 |
| 2. | 「シズィジー - Syzygy」(M. Brecker)                                                    |      |            | 9:45 |
| 3. | 「チョイセズ - Choices」(Mike Stern)                                                   |      |            | 8:07 |
| 4. | 「ナッシング・パーソナル - Nothing Personal」(Don Grolnick)                            |      |            | 5:31 |
| 5. | 「ザ・コスト・オブ・リヴィング - The Cost of Living」(D. Grolnick)                     |      |            | 7:49 |
| 6. | 「オリジナル・レイズ - Original Rays」(M. Brecker, D. Grolnick, M. Stern)              |      |            | 9:06 |
| 7. | 「マイ・ワン・アンド・オンリー・ラヴ - My One and Only Love」(Robert Mellin, Guy Wood) |      |            | 8:17 |

## パーソネル
- マイケル・ブレッカー – テナー・サクソフォーン、EWI
- パット・メセニー - ギター
- ケニー・カークランド - キーボード
- チャーリー・ヘイデン - ダブル・ベース
- ジャック・ディジョネット - ドラムス
- ロビー・キルゴア - シンセサイザー・プログラミング